# Medicinekspert
En lægemiddel- og medicinekspert eller lægemiddel- og medicin(sag)kyndig kan blandt andet referere til følgende faggrupper:
- Apoteksmedhjælpere
- Dyrlæger
- Farmaceuter
- Farmakologer
- Farmakonomer (lægemiddelkyndige)
- Læger
- Lægemiddelkonsulenter
- Receptarer
- Tandlæger

| Apoteksvæsen | Spire Denne artikel om apoteksvæsen er en spire som bør udbygges. Du er velkommen til at hjælpe Wikipedia ved at udvide den. |